# Acantheis
Acantheis es un género de arañas araneomorfas de la familia Ctenidae. Se encuentra en Asia.

## Lista de especies
Según The World Spider Catalog 12.0:
- Acantheis boetonensis (Strand, 1913)
- Acantheis celer (Simon, 1897)
- Acantheis dimidiatus (Thorell, 1890)
- Acantheis indicus Gravely, 1931
- Acantheis laetus (Thorell, 1890)
- Acantheis longiventris Simon, 1897
- Acantheis nipponicus Ono, 2008
- Acantheis oreus (Simon, 1901)
- Acantheis variatus (Thorell, 1890)